# Heterogomphus bourcieri
Heterogomphus bourcieri är en skalbaggsart som beskrevs av Guérin-Méneville 1851. Heterogomphus bourcieri ingår i släktet Heterogomphus och familjen Dynastidae. Inga underarter finns listade i Catalogue of Life.